# Tutti per uno (film 1929)
Tutti per uno (The Leatherneck) è un film del 1929 diretto da Howard Higgin. Venne girato in versione muta con sequenze sonore e musiche sincronizzate insieme ad effetti sonori.

## Trama
In Cina, al quartier generale del 6º Reggimento dei Marines, due soldati semplici, Schmidt e Hanlon, vengono processati per diserzione. Hanlon racconta la propria storia: mentre il reggimento si trovava in Russia, aveva sposato Tanya, una giovane di famiglia aristocratica. La rivoluzione aveva separato i due sposi e a lui era giunta la notizia che la moglie era morta e che il nome del responsabile dello sterminio della famiglia di Tanya era Heckla. Insieme a Schmidt e a William Calhoun, suoi commilitoni, aveva lasciato il reparto per andare a vendicarsi. Nel corso della spedizione nella quale avevano ucciso Heckla, Calhoun era stato mortalmente ferito e Schmidt era diventato pazzo in seguito alle torture alle quali era stato sottoposto. Hanlon era tornato al reggimento portandosi dietro Schmidt ormai fuori di testa.
Al processo appare sorprendentemente Tanya, ancora viva, che conferma a grandi linee la storia del marito. La riunione dei due sposi viene ritardata perché Hanlon deve ancora scontare tre giorni in guardina per diserzione.

## Produzione
Il film fu prodotto dalla Ralph Block Productions.

## Distribuzione
Distribuito dalla Pathé Exchange, il film uscì nelle sale cinematografiche USA il 24 febbraio 1929. Il 28 maggio 1930, venne distribuito in Argentina con il titolo in spagnolo Los mosqueteros de la Marina.
È stato riversato in video, distribuito dalla Grapevine Video.

## Riconoscimenti
- 1930 - Premio Oscar
  - Candidatura per la miglior sceneggiatura a Elliott J. Clawson